# أنتساهي
أنتساهي هي قرية تقع في جزيرة أنجوان في جزر القمر. بلغ عدد سكانها 734 نسمة حسب إحصاء عام 1991. و1,291 في تقدير عام 2009.